# Condado de Nodaway
El condado de Nodaway (en inglés: Nodaway County), fundado en 1845, es uno de 114 condados del estado estadounidense de Misuri. En el año 2000, el condado tenía una población de 21,912 habitantes y una densidad poblacional de 10 personas por km². La sede del condado es Maryville. El condado recibe su nombre en honor al rio Nodaway.

## Geografía
Según la Oficina del Censo, el condado tiene un área total de 2273 km² (877,6 mi²), de la cual 2270 km² (876,4 mi²) es tierra y 3 km² (1,2 mi²) (0.13%) es agua.

### Condados adyacentes
- Condado de Page, Iowa (noroeste)
- Condado de Taylor, Iowa (norte)
- Condado de Worth (noreste)
- Condado de Gentry (sureste)
- Condado de Andrew (sur)
- Condado de Holt (suroeste)
- Condado de Atchison (oeste)

## Demografía
Según la Oficina del Censo en 2000, los ingresos medios por hogar en el condado eran de $31,781, y los ingresos medios por familia eran $42,203. Los hombres tenían unos ingresos medios de $28,388 frente a los $21,267 para las mujeres. La renta per cápita para el condado era de $15,384. Alrededor del 16.50% de la población estaban por debajo del umbral de pobreza.

## Transporte

### Carreteras principales
- U.S. Route 71
- U.S. Route 136
- Ruta 46
- Ruta 113
- Ruta 148
- Ruta 246

## Localidades
| - Arkoe - Barnard - Burlington Junction - Clearmont | - Clyde - Conception - Conception Junction - Elmo | - Graham - Guilford - Hopkins - Maryville | - Parnell - Pickering - Quitman - Ravenwood | - Skidmore |

### Municipios
| - Municipio de Atchison - Municipio de Atchison - Municipio de Grant - Municipio de Green | - Municipio de Hopkins - Municipio de Hughes - Municipio de Independence - Municipio de Jackson | - Municipio de Jefferson - Municipio de Lincoln - Municipio de Monroe - Municipio de Nodaway | - Municipio de Polk - Municipio de Union - Municipio de Washington - Municipio de White Cloud |